# Festival de la Canción de San Remo 2018

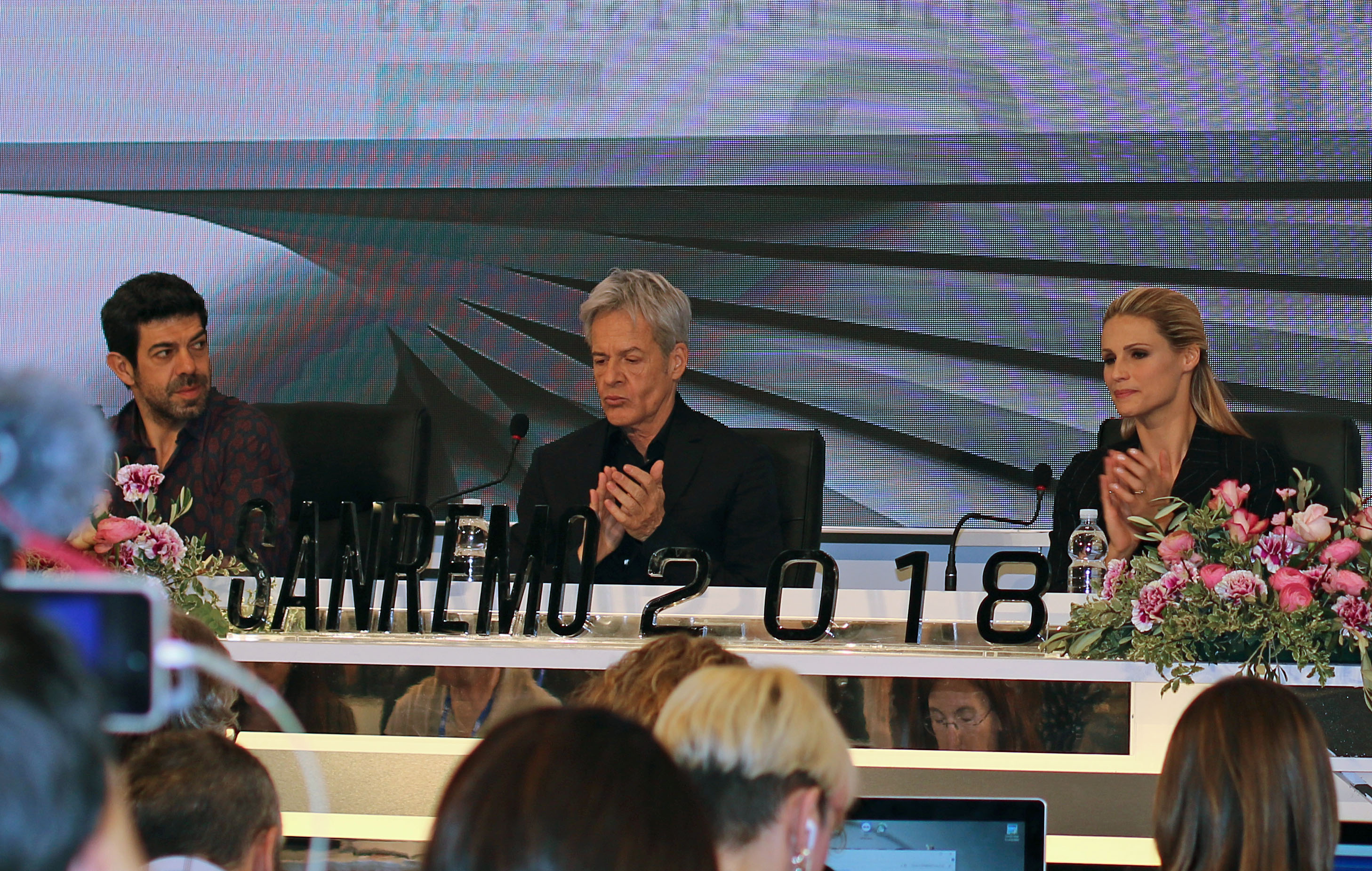
Pierfrancesco Favino, el director artístico Claudio Baglioni y Michelle Hunziker, los tres presentadores de la edición.

El 68.º Festival de la Canción de San Remo 2018 se llevó a cabo en el Teatro Ariston en la ciudad de San Remo, del 6 al 10 de febrero de 2018.
Fue el debut como director artístico y presentador del festival de Claudio Baglioni, acompañado en la conducción por Michelle Hunziker (copresentadora de la edición 2007) y Pierfrancesco Favino.

## Formato
El 68.º Festival de la Canción de San Remo 2018 tuvo lugar en el Teatro Ariston. La realización televisiva estuvo llevada a cabo por Duccio Forzano, mientras la escenografía estuvo a cargo de Emanuela Trixie Zitkowsky, quien ya había realizado la de la edición 2014. La dirección musical y de la orquesta ha sido confiada por primera vez a Geoff Westley.

### Presentadores
El cantautor Claudio Baglioni, que también es el director artístico, fue el anfitrión del Festival por primera vez, con la compañía de Michelle Hunziker y Pierfrancesco Favino.

### Votación
Durante la celebración del festival fueron utilizados 4 métodos de votación distintos, que definieron a los clasificados en las distintas rondas, y finalmente, al ganador del festival:
- Televoto, a través de las llamadas desde números fijos y teléfonos móviles.
- Jurado de la prensa, compuesto por periodistas acreditados que se encuentran en la sala de prensa durante la celebración del concurso.
- Jurado demoscópico, realizado por un grupo de 300 fanes, quienes votan desde sus casas mediante un sistema electrónico manejado por Ipsos.
- Jurado de expertos, formado por un grupo de personalidades de la música y el espectáculo italiano. Este año, el jurado está compuesto por Pino Donaggio (presidente), Giovanni Allevi, Serena Autieri, Milly Carlucci, Gabriele Muccino, Rocco Papaleo, Mirca Rosciani y Andrea Scanzi.

Estos diferentes sistemas de votación tienen un porcentaje de peso en la votación final de cada noche, distribuido de la siguiente manera:
- Primera, segunda y tercera noches: 40% televoto; 30% jurado demoscópico; 30% jurado de la prensa
- Cuarta y quinta noches: 50% televoto; 30% jurado de la prensa; 20% jurado de expertos.

En la última parte de la quinta noche, se elabora un nuevo ranking que determina las tres mejores actuaciones, determinado por el porcentaje de votos obtenidos en la votación de esa noche y los obtenidos en las noches anteriores.

## Participantes
Los 20 artistas y sus respectivas canciones en carrera en la sección Campioni del Festival fueron anunciados en directo durante el programa Sará Sanremo del 15 de diciembre de 2017 en Rai 1.

### Campioni
| Resultado | Intérprete                            | Canción                               | Autores                                                                     |
| --------- | ------------------------------------- | ------------------------------------- | --------------------------------------------------------------------------- |
| 1.º       | Ermal Meta y Fabrizio Moro            | Non mi avete fatto niente             | E. Meta, F. Moro y A. Febo                                                  |
| 2.º       | Lo Stato Sociale                      | Una vita in vacanza                   | A. Cazzola, F. Draicchio, L. Guenzi, A. Guidetti, E. Roberto y M. Romagnoli |
| 3.º       | Annalisa                              | Il mondo prima di te                  | A. Scarrone, D. Simonetta y A. Raina                                        |
| 4.º       | Ron                                   | Almeno pensami                        | L. Dalla                                                                    |
| 5.º       | Ornella Vanoni con Bungaro y Pacifico | Imparare ad amarsi                    | Bungaro, Pacifico, C. Chiodo y A. Fresa                                     |
| 6°        | Max Gazzè                             | La leggenda di Cristalda e Pizzomunno | F. Gazzè, M. Gazzè y F. De Benedittis                                       |
| 7.º       | Luca Barbarossa                       | Passame er sale                       | L. Barbarossa                                                               |
| 8.º       | Diodato y Roy Paci                    | Adesso                                | A. Diodato                                                                  |
| 9.º       | The Kolors                            | Frida (mai, mai, mai)                 | D. Petrella, D. Faini, A. Raina y Stash                                     |
| 10.º      | Giovanni Caccamo                      | Eterno                                | G. Caccamo y Cheope                                                         |
| 11.º      | Le Vibrazioni                         | Così sbagliato                        | F. Sarcina, L. Chiaravalli, A. Bonomo y D. Simonetta                        |
| 12.º      | Enzo Avitabile con Peppe Servillo     | Il coraggio di ogni giorno            | V. Avitabile y Pacifico                                                     |
| 13.º      | Renzo Rubino                          | Custodire                             | O. Rubino                                                                   |
| 14.º      | Noemi                                 | Non smettere mai di cercarmi          | M. Pelan, Noemi, D. Calvetti y F. De Martino                                |
| 15.º      | Red Canzian                           | Ognuno ha il suo racconto             | M. Porru y R. Canzian                                                       |
| 16.º      | Decibel                               | Lettera dal Duca                      | E. Ruggeri, F. Muzio y S. Capeccia                                          |
| 17.º      | Nina Zilli                            | Senza appartenere                     | G. Angi, A. Iammarino y N. Zilli                                            |
| 18.º      | Roby Facchinetti y Riccardo Fogli     | Il segreto del tempo                  | Pacifico y R. Facchinetti                                                   |
| 19.º      | Mario Biondi                          | Rivederti                             | M. Biondi, G. Furnari y D. Fisicaro                                         |
| 20.º      | Elio e le Storie Tese                 | Arrivedorci                           | S. Belisari, S. Conforti, D. Civaschi y N. Fasani                           |

### Nuove Proposte
| Resultado | Intérprete        | Canción                   | Autores                                                               |
| --------- | ----------------- | ------------------------- | --------------------------------------------------------------------- |
| 1.º       | Ultimo            | Il ballo delle incertezze | Ultimo                                                                |
| 2.º       | Mirkoeilcane      | Stiamo tutti bene         | Mirkoeilcane                                                          |
| 3.º       | Mudimbi           | Il mago                   | M. Mudimbi, A. Bonomo, M. Zangirolami, A. Bavo, F. Vaccari y P. Miano |
| 4.º       | Lorenzo Baglioni  | Il congiuntivo            | L. Baglioni, M. Baglioni y L. Piscopo                                 |
| 5.º       | Alice Caioli      | Specchi rotti             | A. Caioli y P. Muscolino                                              |
| 6.º       | Eva               | Cosa ti salverà           | A. Di Martino y A. Filippelli                                         |
| 7.º       | Giulia Casieri    | Come stai                 | G. Casieri y A. Ravasio                                               |
| 8.º       | Leonardo Monteiro | Bianca                    | M. Ciappelli y V. Tosetto                                             |

## Celebración del festival

### Primera noche
Los 20 Campioni en competencia se presentan. Serán votados a través de un sistema mixto que consiste en televoto (40%), jurado demoscópico (30%) y sala de prensa (30%) 
Campioni
| Clasificación alta | Clasificación central | Clasificación baja |

| Orden de actuación | Artista                               | Canción                               | Votación primera noche | Votación primera noche | Votación primera noche | Votación primera noche | Votación primera noche | Votación primera noche |
| Orden de actuación | Artista                               | Canción                               | Prensa (30%)           | Demoscópica (30%)      | Televoto (40%)         | Televoto (40%)         | Media                  | Media                  |
| Orden de actuación | Artista                               | Canción                               | Prensa (30%)           | Demoscópica (30%)      | %                      | posición               | %                      | posición               |
| ------------------ | ------------------------------------- | ------------------------------------- | ---------------------- | ---------------------- | ---------------------- | ---------------------- | ---------------------- | ---------------------- |
| 1                  | Annalisa                              | Il mondo prima di te                  | 9                      | 3                      | 3,83                   | 11                     | 4,66                   | 8                      |
| 2                  | Ron                                   | Almeno pensami                        | 6                      | 6                      | 6,58                   | 4                      | 6,27                   | 4                      |
| 3                  | The Kolors                            | Frida (mai, mai, mai)                 | 10                     | 9                      | 10,60                  | 2                      | 6,54                   | 3                      |
| 4                  | Max Gazzè                             | La leggenda di Cristalda e Pizzomunno | 5                      | 5                      | 4,61                   | 6                      | 6,26                   | 6                      |
| 5                  | Ornella Vanoni con Bungaro y Pacifico | Imparare ad amarsi                    | 4                      | 8                      | 4,39                   | 7                      | 6,27                   | 5                      |
| 6                  | Ermal Meta y Fabrizio Moro            | Non mi avete fatto niente             | 2                      | 1                      | 21,98                  | 1                      | 16,12                  | 1                      |
| 7                  | Mario Biondi                          | Rivederti                             | 17                     | 11                     | 3,45                   | 13                     | 3,19                   | 15                     |
| 8                  | Roby Facchinetti y Riccardo Fogli     | Il segreto del tempo                  | 19                     | 18                     | 6,77                   | 3                      | 3,81                   | 11                     |
| 9                  | Lo Stato Sociale                      | Una vita in vacanza                   | 1                      | 2                      | 4,27                   | 8                      | 9,53                   | 2                      |
| 10                 | Noemi                                 | Non smettere mai di cercarmi          | 16                     | 4                      | 3,09                   | 14                     | 3,86                   | 10                     |
| 11                 | Decibel                               | Lettera dal Duca                      | 10                     | 15                     | 2,81                   | 15                     | 3,10                   | 16                     |
| 12                 | Elio e le Storie Tese                 | Arrivedorci                           | 18                     | 12                     | 1,72                   | 20                     | 2,41                   | 20                     |
| 13                 | Giovanni Caccamo                      | Eterno                                | 12                     | 13                     | 3,97                   | 10                     | 3,71                   | 12                     |
| 14                 | Red Canzian                           | Ognuno ha il suo racconto             | 13                     | 20                     | 3,53                   | 12                     | 2,83                   | 17                     |
| 15                 | Luca Barbarossa                       | Passame er sale                       | 15                     | 10                     | 4,93                   | 5                      | 3,91                   | 9                      |
| 16                 | Diodato y Roy Paci                    | Adesso                                | 3                      | 16                     | 2,60                   | 17                     | 5,08                   | 7                      |
| 17                 | Nina Zilli                            | Senza appartenere                     | 19                     | 7                      | 1,83                   | 19                     | 2,61                   | 18                     |
| 18                 | Renzo Rubino                          | Custodire                             | 13                     | 19                     | 2,78                   | 16                     | 2,56                   | 19                     |
| 19                 | Enzo Avitabile con Peppe Servillo     | Il coraggio di ogni giorno            | 8                      | 17                     | 4,16                   | 9                      | 3,67                   | 13                     |
| 20                 | Le Vibrazioni                         | Così sbagliato                        | 7                      | 14                     | 2,10                   | 18                     | 3,61                   | 14                     |

Invitados
- Fiorello[11] - medley de canciones de Claudio Baglioni y Gianni Morandi con las bases invertido y E tu (con Claudio Baglioni)
- Laura Pausini (en contacto telefónico)
- Gianni Morandi[12] - Se non avessi più te (con Claudio Baglioni) y Una vita che ti sogno (con Tommaso Paradiso)
- Gabriele Muccino y los actores A casa tutti bene[13] - Bella senz'anima (con Claudio Baglioni)
- Stefania Sandrelli
- Sabrina Impacciatore

### Segunda noche
Actúan 10 de los 20 Campioni en competencia, siendo votados con el mismo sistema que la primera noche. Comienza la categoría Nuove Proposte: Se presentan 4 de los 8 jóvenes en competencia, también se vota con sistema mixto: televoto (40%), jurado demoscópico (30%) y sala de prensa (30%). 
Ermal Meta y Fabrizio Moro debían presentarse esta noche pero fueron suspendidos para poder investigar una presunta violación del reglamento, por lo que son reemplazados por Renzo Rubino en el orden de actuación.
Campioni
| Clasificación alta | Clasificación central | Clasificación baja |

| Orden de actuación | Artista                               | Canción                   | Votación segunda noche | Votación segunda noche | Votación segunda noche | Votación segunda noche | Votación segunda noche | Votación segunda noche |
| Orden de actuación | Artista                               | Canción                   | Prensa (30%)           | Demoscópica (30%)      | Televoto (40%)         | Televoto (40%)         | Media                  | Media                  |
| Orden de actuación | Artista                               | Canción                   | Prensa (30%)           | Demoscópica (30%)      | %                      | posición               | %                      | posición               |
| ------------------ | ------------------------------------- | ------------------------- | ---------------------- | ---------------------- | ---------------------- | ---------------------- | ---------------------- | ---------------------- |
| 1                  | Le Vibrazioni                         | Così sbagliato            | 5                      | 6                      | 7,71                   | 8                      | 8,44                   | 6                      |
| 2                  | Nina Zilli                            | Senza appartenere         | 8                      | 2                      | 8,88                   | 7                      | 8,95                   | 5                      |
| 3                  | Diodato y Roy Paci                    | Adesso                    | 1                      | 5                      | 9,32                   | 5                      | 13,26                  | 4                      |
| 4                  | Elio e le Storie Tese                 | Arrivedorci               | 10                     | 8                      | 3,66                   | 10                     | 4,30                   | 10                     |
| 5                  | Ornella Vanoni con Bungaro y Pacifico | Imparare ad amarsi        | 2                      | 4                      | 12,35                  | 3                      | 13,94                  | 2                      |
| 6                  | Red Canzian                           | Ognuno ha il suo racconto | 8                      | 10                     | 9,59                   | 4                      | 6,49                   | 9                      |
| 7                  | Ron                                   | Almeno pensami            | 3                      | 3                      | 14,96                  | 2                      | 13,87                  | 3                      |
| 8                  | Renzo Rubino                          | Custodire                 | 7                      | 9                      | 9,09                   | 6                      | 7,29                   | 8                      |
| 9                  | Annalisa                              | Il mondo prima di te      | 4                      | 1                      | 17,54                  | 1                      | 16,10                  | 1                      |
| 10                 | Decibel                               | Lettera dal Duca          | 6                      | 7                      | 6,90                   | 9                      | 7,36                   | 7                      |

Nuove Proposte
| Orden de actuación | Artista          | Canción           | Votación segunda noche | Votación segunda noche | Votación segunda noche | Votación segunda noche |
| Orden de actuación | Artista          | Canción           | Prensa (30%)           | Demoscópica (30%)      | Televoto (40%)         | Media                  |
| ------------------ | ---------------- | ----------------- | ---------------------- | ---------------------- | ---------------------- | ---------------------- |
| 1                  | Lorenzo Baglioni | Il congiuntivo    | 2                      | 2                      | 49,91%                 | 35,32%                 |
| 2                  | Giulia Casieri   | Come stai         | 3                      | 3                      | 8,17%                  | 17,18%                 |
| 3                  | Mirkoeilcane     | Stiamo tutti bene | 1                      | 4                      | 25,18%                 | 28,87%                 |
| 4                  | Alice Caioli     | Specchi rotti     | 4                      | 1                      | 16,74%                 | 18,63%                 |

Invitados
- Il Volo[17] - Nessun Dorma, Canzone per te y La vita è adesso (con Claudio Baglioni)
- Pippo Baudo[18]
- Biagio Antonacci[19] - Fortuna che ci sei y Mille giorni di te e di me (con Claudio Baglioni)
- Sting[20] - Muoio per te y Don't Make me Wait (con Shaggy)
- Franca Leosini[21] - Ancora (con Claudio Baglioni)
- Sabrina Impacciatore
- Roberto Vecchioni[22] - Samarcanda (con Claudio Baglioni) y Chiamami ancora amore
- Mago Forest[23]

### Tercera noche
Se exhiben los 10 Campioni restantes, votados con sistema idéntico a los días anteriores. Al final de la jornada es revelada una clasificación parcial de todos los artistas, obtenida del promedio entre los votos obtenidos en la primera noche, los votos obtenidos en la segunda (para las primeras 10) y los votos obtenidos en la tercera (para las segundas 10).
Después de la investigación efectuada por la Rai, la canción Non mi avete fatto niente de Ermal Meta y Fabrizio Moro continúa en competencia y participa en esta jornada.
Continúa el concurso de las Nuove Proposte: se presentan los cuatro jóvenes restantes y a continuación procede la votación, con sistema idéntico al día anterior.
Campioni
| Clasificación alta | Clasificación central | Clasificación baja |

| Orden de actuación | Artista                           | Canción                               | Votación tercera noche | Votación tercera noche | Votación tercera noche | Votación tercera noche | Votación tercera noche | Votación tercera noche |
| Orden de actuación | Artista                           | Canción                               | Prensa (30%)           | Demoscópica (30%)      | Televoto (40%)         | Televoto (40%)         | Media                  | Media                  |
| Orden de actuación | Artista                           | Canción                               | Prensa (30%)           | Demoscópica (30%)      | %                      | posición               | %                      | posición               |
| ------------------ | --------------------------------- | ------------------------------------- | ---------------------- | ---------------------- | ---------------------- | ---------------------- | ---------------------- | ---------------------- |
| 1                  | Giovanni Caccamo                  | Eterno                                | 7                      | 7                      | 4,86                   | 8                      | 6,31                   | 8                      |
| 2                  | Lo Stato Sociale                  | Una vita in vacanza                   | 1                      | 1                      | 7,94                   | 4                      | 15,63                  | 2                      |
| 3                  | Luca Barbarossa                   | Passame er sale                       | 6                      | 5                      | 12,43                  | 2                      | 10,21                  | 4                      |
| 4                  | Enzo Avitabile con Peppe Servillo | Il coraggio di ogni giorno            | 5                      | 9                      | 6,86                   | 6                      | 7,00                   | 7                      |
| 5                  | Max Gazzè                         | La leggenda di Cristalda e Pizzomunno | 2                      | 4                      | 7,34                   | 5                      | 12,08                  | 3                      |
| 6                  | Roby Facchinetti y Riccardo Fogli | Il segreto del tempo                  | 10                     | 10                     | 5,49                   | 7                      | 3,28                   | 10                     |
| 7                  | Ermal Meta y Fabrizio Moro        | Non mi avete fatto niente             | 3                      | 2                      | 41,18                  | 1                      | 25,38                  | 1                      |
| 8                  | Noemi                             | Non smettere mai di cercarmi          | 8                      | 3                      | 2,98                   | 9                      | 7,34                   | 6                      |
| 9                  | The Kolors                        | Frida (mai, mai, mai)                 | 4                      | 6                      | 8,71                   | 3                      | 9,12                   | 5                      |
| 10                 | Mario Biondi                      | Rivederti                             | 9                      | 8                      | 2,21                   | 10                     | 3,65                   | 9                      |

Nuove Proposte
| Orden de actuación | Artista           | Canción                   | Votación tercera noche | Votación tercera noche | Votación tercera noche | Votación tercera noche |
| Orden de actuación | Artista           | Canción                   | Prensa (30%)           | Demoscópica (30%)      | Televoto (40%)         | Media                  |
| ------------------ | ----------------- | ------------------------- | ---------------------- | ---------------------- | ---------------------- | ---------------------- |
| 1                  | Mudimbi           | Il mago                   | 2                      | 1                      | 32,69%                 | 31,77%                 |
| 2                  | Eva               | Cosa ti salverà           | 3                      | 2                      | 11,40%                 | 18,75%                 |
| 3                  | Ultimo            | Il ballo delle incertezze | 1                      | 3                      | 48,18%                 | 38,42%                 |
| 4                  | Leonardo Monteiro | Bianca                    | 4                      | 4                      | 7,73%                  | 11,06%                 |

Invitados
- Virginia Raffaele[26] - Canto (anche se sono stonata) (con Claudio Baglioni)
- Negramaro[19] - Mentre tutto scorre, La prima volta y Poster (con Claudio Baglioni)
- Rolando Ravello
- James Taylor[20] - La donna è mobile, Fire and Rain y You've Got a Friend (con Giorgia)
- Emma D'Aquino[27] - Gianna (con Claudio Baglioni)
- Danilo Rea - La canzone dell’amore perduto (con Claudio Baglioni)
- Gino Paoli[28] - Il nostro concerto y Una lunga storia d'amore (ambas con Claudio Baglioni y Danilo Rea)
- Memo Remigi - Io ti darò di più
- Nino Frassica[29] y Pietro Pulcini (en los roles del oficial Cecchini y el brigadier Ghisoni, personajes de Don Matteo)
- Claudio Santamaria & Claudia Pandolfi[30] - Sarà per te

### Cuarta noche
Los 20 Campioni presentan una versión rivisitada de su canción, interpretada acompañados de otro artista.
Durante esta jornada los artistas están votados con sistema mixto de: Televoto (50%), sala de prensa (30%) y jurado de expertos (20%). Los votos obtenidos en esta jornada se integran a un promedio con los votos obtenidos en las noches precedentes.
Se exhiben los 8 Nuove Proposte. El ganador se determina de las votaciones de: Televoto (50%), sala de prensa (30%) y jurado de expertos (20%). 
Campioni
| Clasificación alta | Clasificación central | Clasificación baja |

| Orden de actuación | Artista - Invitado                                              | Canción                               | Votación cuarta noche | Votación cuarta noche | Votación cuarta noche | Votación cuarta noche | Votación cuarta noche | Votación cuarta noche | Media total | Media total |
| Orden de actuación | Artista - Invitado                                              | Canción                               | Prensa (30%)          | Expertos (20%)        | Televoto (50%)        | Televoto (50%)        | Media cuarta noche    | Media cuarta noche    | Media total | Media total |
| Orden de actuación | Artista - Invitado                                              | Canción                               | Prensa (30%)          | Expertos (20%)        | %                     | posición              | %                     | posición              | %           | posición    |
| ------------------ | --------------------------------------------------------------- | ------------------------------------- | --------------------- | --------------------- | --------------------- | --------------------- | --------------------- | --------------------- | ----------- | ----------- |
| 1                  | Renzo Rubino - Serena Rossi                                     | Custodire                             | 8                     | 15                    | 4,74                  | 7                     | 3,94                  | 10                    | 3,52        | 10          |
| 2                  | Le Vibrazioni - Skin                                            | Così sbagliato                        | 10                    | 12                    | 2,41                  | 15                    | 2,97                  | 13                    | 3,44        | 13          |
| 3                  | Noemi - Paola Turci                                             | Non smettere mai di cercarmi          | 15                    | 20                    | 2,90                  | 12                    | 2,05                  | 14                    | 2,91        | 14          |
| 4                  | Mario Biondi - Ana Carolina y Daniel Jobim                      | Rivederti                             | 20                    | 15                    | 1,62                  | 18                    | 0,94                  | 19                    | 1,72        | 19          |
| 5                  | Annalisa - Michele Bravi                                        | Il mondo prima di te                  | 3                     | 9                     | 11,59                 | 2                     | 9,38                  | 2                     | 7,87        | 3           |
| 6                  | Lo Stato Sociale - Paolo Rossi y il Piccolo Coro dell'Antoniano | Una vita in vacanza                   | 1                     | 11                    | 8,77                  | 3                     | 9,34                  | 3                     | 9,01        | 2           |
| 7                  | Max Gazzè - Rita Marcotulli y Roberto Gatto                     | La leggenda di Cristalda e Pizzomunno | 7                     | 5                     | 5,86                  | 5                     | 6,48                  | 7                     | 6,32        | 7           |
| 8                  | Decibel - Midge Ure                                             | Lettera dal Duca                      | 16                    | 15                    | 2,70                  | 14                    | 2,02                  | 15                    | 2,70        | 15          |
| 9                  | Ornella Vanoni con Bungaro y Pacifico - Alessandro Preziosi     | Imparare ad amarsi                    | 6                     | 3                     | 4,12                  | 8                     | 6,61                  | 6                     | 6,61        | 5           |
| 10                 | Diodato y Roy Paci - Ghemon                                     | Adesso                                | 2                     | 5                     | 2,74                  | 13                    | 7,03                  | 5                     | 6,44        | 6           |
| 11                 | Roby Facchinetti y Riccardo Fogli - Giusy Ferreri               | Il segreto del tempo                  | 19                    | 15                    | 3,01                  | 11                    | 1,75                  | 17                    | 2,24        | 18          |
| 12                 | Enzo Avitabile con Peppe Servillo - Avion Travel y Daby Touré   | Il coraggio di ogni giorno            | 13                    | 10                    | 3,50                  | 10                    | 3,34                  | 12                    | 3,46        | 12          |
| 13                 | Ermal Meta y Fabrizio Moro - Simone Cristicchi                  | Non mi avete fatto niente             | 4                     | 2                     | 23,71                 | 1                     | 17,01                 | 1                     | 15,71       | 1           |
| 14                 | Giovanni Caccamo - Arisa                                        | Eterno                                | 12                    | 7                     | 2,40                  | 16                    | 3,54                  | 11                    | 3,49        | 11          |
| 15                 | Ron - Alice                                                     | Almeno pensami                        | 5                     | 1                     | 3,58                  | 9                     | 7,39                  | 4                     | 7,00        | 4           |
| 16                 | Red Canzian - Marco Masini                                      | Ognuno ha il suo racconto             | 14                    | 13                    | 2,22                  | 17                    | 2,02                  | 15                    | 2,53        | 16          |
| 17                 | The Kolors - Tullio De Piscopo y Enrico Nigiotti                | Frida (mai, mai, mai)                 | 8                     | 8                     | 6,62                  | 4                     | 5,76                  | 9                     | 5,65        | 8           |
| 18                 | Luca Barbarossa - Anna Foglietta                                | Passame er sale                       | 11                    | 3                     | 5,68                  | 6                     | 6,42                  | 8                     | 5,46        | 9           |
| 19                 | Nina Zilli - Sergio Cammariere                                  | Senza appartenere                     | 17                    | 14                    | 1,24                  | 19                    | 1,23                  | 18                    | 2,39        | 17          |
| 20                 | Elio e le Storie Tese - Neri per Caso                           | Arrivedorci                           | 17                    | 15                    | 0,59                  | 20                    | 0,78                  | 20                    | 1,53        | 20          |

Nuove Proposte - Final
     Ganador
| Posición final | Orden de actuación | Artista           | Canción                   | Votos final  | Votos final    | Votos final    | Votos final     | Promedio total |
| Posición final | Orden de actuación | Artista           | Canción                   | Prensa (30%) | Expertos (20%) | Televoto (50%) | Media ponderada | Promedio total |
| -------------- | ------------------ | ----------------- | ------------------------- | ------------ | -------------- | -------------- | --------------- | -------------- |
| 1              | 4                  | Ultimo            | Il ballo delle incertezze | 3            | 3              | 28,32%         | 21,97%          | 20,59%         |
| 2              | 2                  | Mirkoeilcane      | Stiamo tutti bene         | 1            | 1              | 14,49%         | 24,87%          | 19,65%         |
| 3              | 6                  | Mudimbi           | Il mago                   | 2            | 2              | 18,43%         | 22,55%          | 19,22%         |
| 4              | 8                  | Lorenzo Baglioni  | Il congiuntivo            | 4            | 4              | 16,10%         | 11,48%          | 14,57%         |
| 5              | 3                  | Alice Caioli      | Specchi rotti             | 6            | 4              | 9,75%          | 6,85%           | 8,08%          |
| 6              | 7                  | Eva               | Cosa ti salverà           | 7            | 4              | 4,90%          | 4,16%           | 6,77%          |
| 7              | 5                  | Giulia Casieri    | Come stai                 | 5            | 4              | 3,31%          | 4,31%           | 6,45%          |
| 8              | 1                  | Leonardo Monteiro | Bianca                    | 8            | 4              | 4,70%          | 3,81%           | 4,67%          |

Invitados
- Gianna Nannini[33] - Fenomenale y Amore bello (con Claudio Baglioni)
- Sabrina Impacciatore
- Federica Sciarelli
- Martina Corgnati[34] - Entrega del Premio città di Sanremo alla Carriera a Milva
- Piero Pelù[35] & i Bandidos - Il tempo di morire (con Claudio Baglioni)

### Quinta noche - Final
Se exhiben los 20 Campioni en carrera, votados con sistema idéntico al día anterior. 
Es publicada una clasificación obtenida a través del promedio de los votos obtenidos entre todas las noches y se atribuyen los diversos premios (entre los cuales el premio de la crítica). 
Se reinicia la clasificación para los tres primeros puestos, entre los que se realiza una nueva ronda de votación, a cuyo término se proclama el ganador.
     Clasificados a la final a tres
| posición final | Orden de actuación | Artista                               | Canción                               | Votación quinta noche | Votación quinta noche | Votación quinta noche | Votación quinta noche | Votación quinta noche | Votación quinta noche | Media total | Media total  |
| posición final | Orden de actuación | Artista                               | Canción                               | Prensa (30%)          | Expertos (20%)        | Televoto (50%)        | Televoto (50%)        | Media quinta noche    | Media quinta noche    | Media total | Media total  |
| posición final | Orden de actuación | Artista                               | Canción                               | Prensa (30%)          | Expertos (20%)        | %                     | posición              | %                     | posición              | %           | posición     |
| -------------- | ------------------ | ------------------------------------- | ------------------------------------- | --------------------- | --------------------- | --------------------- | --------------------- | --------------------- | --------------------- | ----------- | ------------ |
| 7              | 1                  | Luca Barbarossa                       | Passame er sale                       | 11.er puesto          | 3.er puesto           | 9,95                  | 4.º puesto            | 8,20                  | 4.º puesto            | 6,83        | 7.º puesto   |
| 15             | 2                  | Red Canzian                           | Ognuno ha il racconto                 | 16.º puesto           | 13.er puesto          | 2,07                  | 13.er puesto          | 1,60                  | 15.º puesto           | 2,06        | 15.º puesto  |
| 9              | 3                  | The Kolors                            | Frida (mai, mai, mai)                 | 8.º puesto            | 10.º puesto           | 8,50                  | 5.º puesto            | 6,32                  | 9.º puesto            | 5,99        | 9.º puesto   |
| 20             | 4                  | Elio e le Storie Tese                 | Arrivedorci                           | 19.º puesto           | 16.º puesto           | 1,03                  | 19.º puesto           | 0,74                  | 20.º puesto           | 1,14        | 20.º puesto  |
| 4              | 5                  | Ron                                   | Almeno pensami                        | 7.º puesto            | 1.er puesto           | 4,75                  | 7.º puesto            | 7,27                  | 7.º puesto            | 7,13        | 4.º puesto   |
| 6              | 6                  | Max Gazzè                             | La leggenda di Cristalda e Pizzomunno | 4.º puesto            | 5.º puesto            | 6,12                  | 6.º puesto            | 7,55                  | 5.º puesto            | 6,93        | 6.º puesto   |
| 3              | 7                  | Annalisa                              | Il mondo prima di te                  | 6.º puesto            | 6.º puesto            | 10,02                 | 3.er puesto           | 8,75                  | 3.er puesto           | 8,31        | 3.er puesto  |
| 13             | 8                  | Renzo Rubino                          | Custodire                             | 12.º puesto           | 17.º puesto           | 2,38                  | 11.er puesto          | 1,87                  | 13.er puesto          | 2,69        | 13.er puesto |
| 16             | 9                  | Decibel                               | Lettera dal Duca                      | 15.º puesto           | 17.º puesto           | 1,74                  | 15.º puesto           | 1,29                  | 17.º puesto           | 1,99        | 16.º puesto  |
| 5              | 10                 | Ornella Vanoni con Bungaro y Pacifico | Imparare ad amarsi                    | 4.º puesto            | 2.º puesto            | 4,08                  | 8.º puesto            | 7,53                  | 6.º puesto            | 7,07        | 5.º puesto   |
| 10             | 11                 | Giovanni Caccamo                      | Eterno                                | 13.er puesto          | 11.er puesto          | 2,48                  | 10.º puesto           | 2,49                  | 10.º puesto           | 2,99        | 10.º puesto  |
| 2              | 12                 | Lo Stato Sociale                      | Una vita in vacanza                   | 1.er puesto           | 8.º puesto            | 10,15                 | 2.º puesto            | 11,98                 | 2.º puesto            | 10,50       | 2.º puesto   |
| 18             | 13                 | Roby Facchinetti y Riccardo Fogli     | Il segreto del tempo                  | 19.º puesto           | 17.º puesto           | 2,08                  | 12.º puesto           | 1,15                  | 19.º puesto           | 1,70        | 18.º puesto  |
| 8              | 14                 | Diodato y Roy Paci                    | Adesso                                | 2.º puesto            | 6.º puesto            | 2,80                  | 9.º puesto            | 7,12                  | 8.º puesto            | 6,78        | 8.º puesto   |
| 17             | 15                 | Nina Zilli                            | Senza appartenere                     | 17.º puesto           | 11.er puesto          | 1,40                  | 18.º puesto           | 1,48                  | 16.º puesto           | 1,94        | 17.º puesto  |
| 14             | 16                 | Noemi                                 | Non smettere mai di cercarmi          | 14.º puesto           | 17.º puesto           | 1,60                  | 16.º puesto           | 1,27                  | 18.º puesto           | 2,09        | 14.º puesto  |
| 1              | 17                 | Ermal Meta y Fabrizio Moro            | Non mi avete fatto niente             | 3.er puesto           | 4.º puesto            | 24,58                 | 1.er puesto           | 17,41                 | 1.er puesto           | 16,56       | 1.er puesto  |
| 19             | 18                 | Mario Biondi                          | Rivederti                             | 17.º puesto           | 9.º puesto            | 1,00                  | 20.º puesto           | 1,66                  | 14.º puesto           | 1,69        | 19.º puesto  |
| 11             | 19                 | Le Vibrazioni                         | Così sbagliato                        | 8.º puesto            | 13.er puesto          | 1,52                  | 17.º puesto           | 2,21                  | 11.er puesto          | 2,82        | 11.er puesto |
| 12             | 20                 | Enzo Avitabile con Peppe Servillo     | Il coraggio di ogni giorno            | 10.º puesto           | 13.er puesto          | 1,75                  | 14.º puesto           | 2,11                  | 12.º puesto           | 2,79        | 12.º puesto  |

Final a tres
     Ganadores
| posición final | Orden de actuación | Artista                    | Canción                   | Votación final a tres | Votación final a tres | Votación final a tres | Votación final a tres | Votación final a tres | Votación final a tres | Media total | Media total |
| posición final | Orden de actuación | Artista                    | Canción                   | Demoscópica (30%)     | Giuria esperti (20%)  | Televoto (50%)        | Televoto (50%)        | Media final a tres    | Media final a tres    | Media total | Media total |
| posición final | Orden de actuación | Artista                    | Canción                   | Demoscópica (30%)     | Giuria esperti (20%)  | %                     | posición              | %                     | posición              | %           | posición    |
| -------------- | ------------------ | -------------------------- | ------------------------- | --------------------- | --------------------- | --------------------- | --------------------- | --------------------- | --------------------- | ----------- | ----------- |
| 1              | 3                  | Ermal Meta y Fabrizio Moro | Non mi avete fatto niente | 2.º puesto            | 2.º puesto            | 54,41%                | 1.er puesto           | 42,50%                | 1.er puesto           | 44,66%      | 1.er puesto |
| 2              | 2                  | Lo Stato Sociale           | Una vita in vacanza       | 1.er puesto           | 3.er puesto           | 22,10%                | 3.er puesto           | 27,13%                | 3.er puesto           | 28,40%      | 2.º puesto  |
| 3              | 1                  | Annalisa                   | Il mondo prima di te      | 3.er puesto           | 1.er puesto           | 23,49%                | 2.º puesto            | 30,37%                | 2.º puesto            | 26,94%      | 3.er puesto |

Invitados
- Laura Pausini[36] - Non è detto, Avrai (con Claudio Baglioni) y Come se non fosse stato mai amore
- Fiorello (en contacto telefónico)
- Elenco de Sanremo Young[37] - Penso Positivo
- Antonella Clerici
- Sergio Assisi y Melissa Greta Marchetto
- Fiorella Mannoia[38] - Mio fratello che guardi il mondo (con Claudio Baglioni)
- Nek, Max Pezzali & Francesco Renga[39] - Strada facendo (con Claudio Baglioni)
- Edoardo Leo & Il coro dei Discreti - Mi va di cantare (con Claudio Baglioni y Pierfrancesco Favino)
- Sabrina Impacciatore - Canzone intelligente (con Claudio Baglioni, Pierfrancesco Favino y Michelle Hunziker)

## Premios y reconocimientos

### SecciónCampioni
- Ganadores 68º Festival de Sanremo Sección Campioni: Ermal Meta y Fabrizio Moro con Non mi avete fatto niente
- Representantes de Italia en el Festival de la Canción de Eurovisión 2018: Ermal Meta y Fabrizio Moro con Non mi avete fatto niente[40]
- Podio - segundos clasificados 68º Festival de Sanremo: Lo Stato Sociale con Una vita in vacanza
- Podio - tercera clasificada 68º Festival de Sanremo: Annalisa con Il mondo prima di te
- Premio de la Crítica Mía Martini: Ron con Almeno pensami
- Premio de la prensa Lucio Dalla: Lo Stato Sociale con Una vita in vacanza
- Premio Sergio Endrigo a la mejor interpretación: Ornella Vanoni con Bungaro y Pacífico con Imparare ad amarsi
- Premio Lunezia al valor musical-literario de la canción: Luca Barbarossa con Passame er sale[41]
- Premio Giancarlo Bigazzi a la mejor composición musical: Max Gazzè con La leggenda di Cristalda y Pizzomunno
- Premio TIMmusic: Ermal Meta y Fabrizio Moro con Non mi avete fatto niente
- Premio Baglioni de oro a la mejor canción votada por los artistas en competencia (Dopofestival): Ornella Vanoni con Bungaro y Pacífico con Imparare ad amarsi

### SecciónNuove Proposte

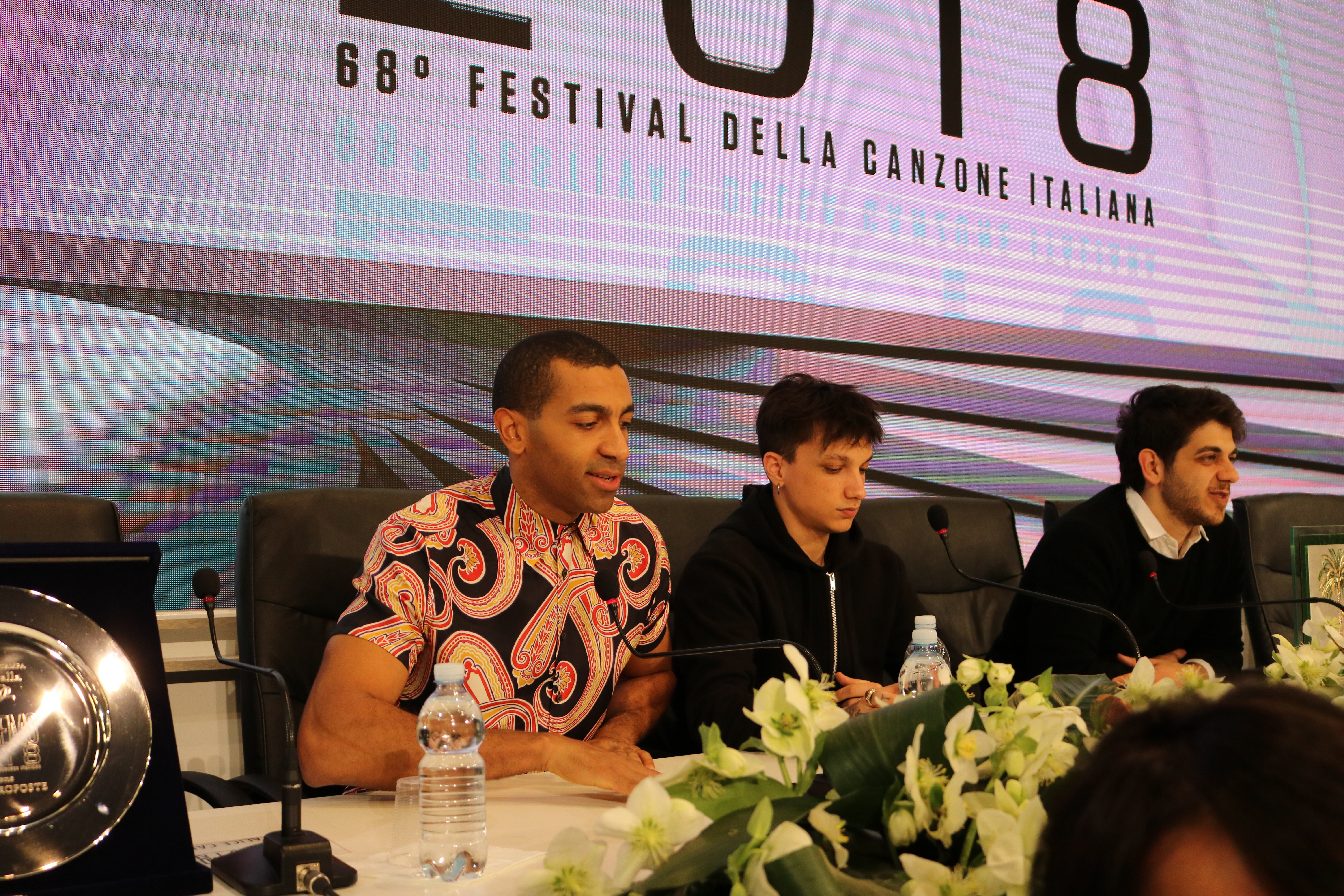
Mudimbi, Ultimo y Mirkoeilcane, respectivamente tercero, primero y segundo clasificado en la categoría Nuove Proposte.

- Ganador 68º Festival di Sanremo Sección Nuove Proposte: Ultimo con Il ballo delle incertezze
- Podio - segundo clasificado 68º Festival di Sanremo: Mirkoeilcane con Stiamo tutti bene
- Podio - tercer clasificado 68º Festival di Sanremo: Mudimbi con Il mago
- Premio de la Critica Mia Martini: Mirkoeilcane con Stiamo tutti bene
- Premio Lunezia al valor musical-literario de la canción: Ultimo con Il ballo delle incertezze[41]
- Premio Enzo Jannacci a la mejor interpretación: Mirkoeilcane con Stiamo tutti bene[42]
- Premio Assomusica: Mudimbi con Il mago[43]
- Premio de la prensa Lucio Dalla: Alice Caioli con Specchi rotti
- Premio PMI (music) a la música independiente: Mirkoeilcane con Stiamo tutti bene
- Premio Sergio Bardotti a la mejor letra: Mirkoeilcane con Stiamo tutti bene

### Otros premios
- Premio Ciudad de Sanremo a la carrera: Milva[44]

## Audiencia
Los resultados de audiencia en cada una de las noches fueron:
| Noche                  | Noche                  | Primera parte          | Primera parte          | Segunda parte          | Segunda parte          | Promedio        | Promedio |
| Noche                  | Noche                  | Telespectadores        | Share                  | Telespectadores        | Share                  | Telespectadores | Share    |
| ---------------------- | ---------------------- | ---------------------- | ---------------------- | ---------------------- | ---------------------- | --------------- | -------- |
| I                      | 6 de febrero de 2018   | 13.776.000             | 51,40%                 | 6.624.000              | 55,40%                 | 11.603.000      | 52,10%   |
| II                     | 7 de febrero de 2018   | 11.458.000             | 46,57%                 | 5.870.000              | 52,86%                 | 9.687.000       | 47,70%   |
| III                    | 8 de febrero de 2018   | 12.657.000             | 51,06%                 | 6.146.000              | 54,48%                 | 10.825.000      | 51,60%   |
| IV                     | 9 de febrero de 2018   | 12.246.000             | 49,10%                 | 6.985.000              | 57,28%                 | 10.108.000      | 51,10%   |
| Final                  | 10 de febrero de 2018  | 13.240.000             | 54%                    | 10.404.000             | 69%                    | 12.125.000      | 58,30%   |
| Promedio de la edición | Promedio de la edición | Promedio de la edición | Promedio de la edición | Promedio de la edición | Promedio de la edición | 10.870.000      | 52,16%   |

El minuto de oro de la final fue de 15.975.524 espectadores en el momento en que Laura Pausini culminó su exhibición con Claudio Baglioni; el pico de share ha sido del 78.57% a la 1:17 con el anuncio de los ganadores Ermal Meta y Fabrizio Moro.
Destacable además, el minuto de oro durante la primera noche con la actuación de Fiorello y Claudio Baglioni, que fue seguida por 17.143.000 espectadores (57,80% de share).

## Programas relacionados

### PrimaFestival
El PrimaFestival, emitido del 26 de enero al 10 de febrero de 2018, fue conducido por Sergio Assisi y Melissa Greta Marchetto en directo desde la sala Biribissi del Casino de Sanremo. Como es habitual el programa se centró en noticias, detalles y curiosidades sobre las canciones en competencia, los artistas y los invitados del Festival.

### DopoFestival
También para la edición 2018 es emitido el tradicional DopoFestival. El programa, en esta edición con el título ..Tanto siamo tra amici al DopoFestival, fue transmitido a partir del 6 de febrero inmediatamente después del final de cada jornada, desde el teatro del Casino de Sanremo. Fue conducido por Edoardo Leo y Carolina De Domenico con Sabrina Impacciatore, Rolando Ravello, Paolo Genovese y Rocco Tanica, acompañados por la música de la Bluebeaters Band. Durante el show los cantantes en carrera han elegido una canción de sus compañeros de concurso y durante el último episodio se otorgó el Baglioni de oro a la más votada, Imparare ad amarsi de Ornella Vanoni con Bungaro y Pacífico.

## Comisión artística
- Claudio Baglioni
- Claudio Fasulo
- Massimo Giuliano
- Massimo Martelli
- Duccio Forzano
- Geoff Westley